# FlightGear
FlightGear Flight Simulator (często skracany do FlightGear lub FGFS) to darmowy, wieloplatformowy symulator lotu o otwartym kodzie źródłowym, rozwijany od 1996 r.
David Murr rozpoczął ten projekt 8 kwietnia 1996 roku. Wydanie pierwszej wersji miało miejsce 17 lipca 1997 roku i projekt jest nadal rozwijany. FlightGear dostępny jest na różne platformy: Microsoft Windows, macOS, Linux, IRIX oraz Solaris (SPARC i x86).
FlightGear potrafi symulować lot w atmosferze jak i orbicie okołoziemskiej, dlatego też wykorzystywany jest w badaniach i przemyśle lotniczym. Jego silnik dynamiki lotu (JSBSim) został wykorzystywany w benchmarku NASA z 2015 roku do oceny nowego kodu symulacyjnego pod kątem standardów przemysłu kosmicznego.

## Rozgrywka
Projekt od początku został stworzony jako otwarty nie tylko ze względu na licencję, ale przede wszystkim na możliwość stosunkowo prostego rozwijania jego elementów (dodawanie nowych modeli statków powietrznych i scenerii i lotnisk, oraz rozbudowywanie już istniejących) przez wszystkich zainteresowanych.
FlightGear wyróżnia się bardzo realistycznym odwzorowaniu nie tylko dynamiki lotu, ale także takich szczegółów jak zgodne z rzeczywistą datą i czasem rozmieszczenie ciał niebieskich.
Jednym z wiodących założeń projektu, postawionym przez twórców projektu już na samym jego początku, są – obok realizmu samego lotu – niewygórowane wymagania sprzętowe projektu.
W najnowszej, zarówno niestabilnej jak i stabilnej, dostępna jest funkcja osm2city, umożliwiająca generowanie na bieżąco budynków, w ich prawdziwych miejscach bazując na danych OpenStreetMap. Dodatkowo od wersji 2020.3.18 istnieje wsparcie dla fotoscenerii, nie jest ona jednak dostarczana z symulatorem, co wynika z problemów związanych z licencją na jakiej publikowane są zdjęcia satelitarne, i istnieje potrzeba wygenerowania takiej samodzielnie.
FlightGear obsługuje również bardzo zaawansowaną i realistyczną symulację lotów kosmicznych. Aktualnie we FlightGear dostępne są 3 statki powietrzne które mogą opuścić atmosferę, X15, Prom kosmiczny, Rakieta Vostok-1.

### Modele dynamiki lotu
FlightGear obsługuje m.in. następujące modele dynamiki lotu (ang. Flight Dynamic Model):
- JSBSim – zalecany model dynamiki, oparty na układzie współrzędnościowym, uwzględniającym 6 stopni swobody obiektu; może pracować jako osobny program lub być wywoływanym przez system wizualizacji. Pliki konfiguracyjne dla poszczególnych modeli samolotów i silników są oparte na XML-u. Zawarte w nich informacje bazują na dokumentacji technicznej i danych eksperymentalnych, opisanych przez odpowiednie charakterystyki.

- YASim – model dynamiki będący częścią FlightGear opiera się na nieco innym podejściu do symulacji niż poprzedni. Bazuje na modelowaniu przepływów powietrza. Pod uwagę brane są informacje o geometrii płatowca i jego masie, co ułatwia tworzenie plików konfiguracyjnych dla poszczególnych maszyn.

- UIUC (LaRCsim) – model bazujący na LaRCsim (pierwotnie rozwijanym przez NASA).

### Kontrola Ruchu Lotniczego (ATC)
Dzięki osobnym programom do symulacji ATC (np. OpenRadar) zaprojektowanym specjalnie do FlightGear, możliwe jest symulowanie kontroli ruchu lotniczego.
Komunikacja pilota z ATC może przebiegać na 2 sposoby:
1.Drogą tekstową (Chat w grze wieloosobowej).
2.Drogą głosową (Wbudowana funkcja FGcom).